# Catolicism și ortodoxie răsăriteană

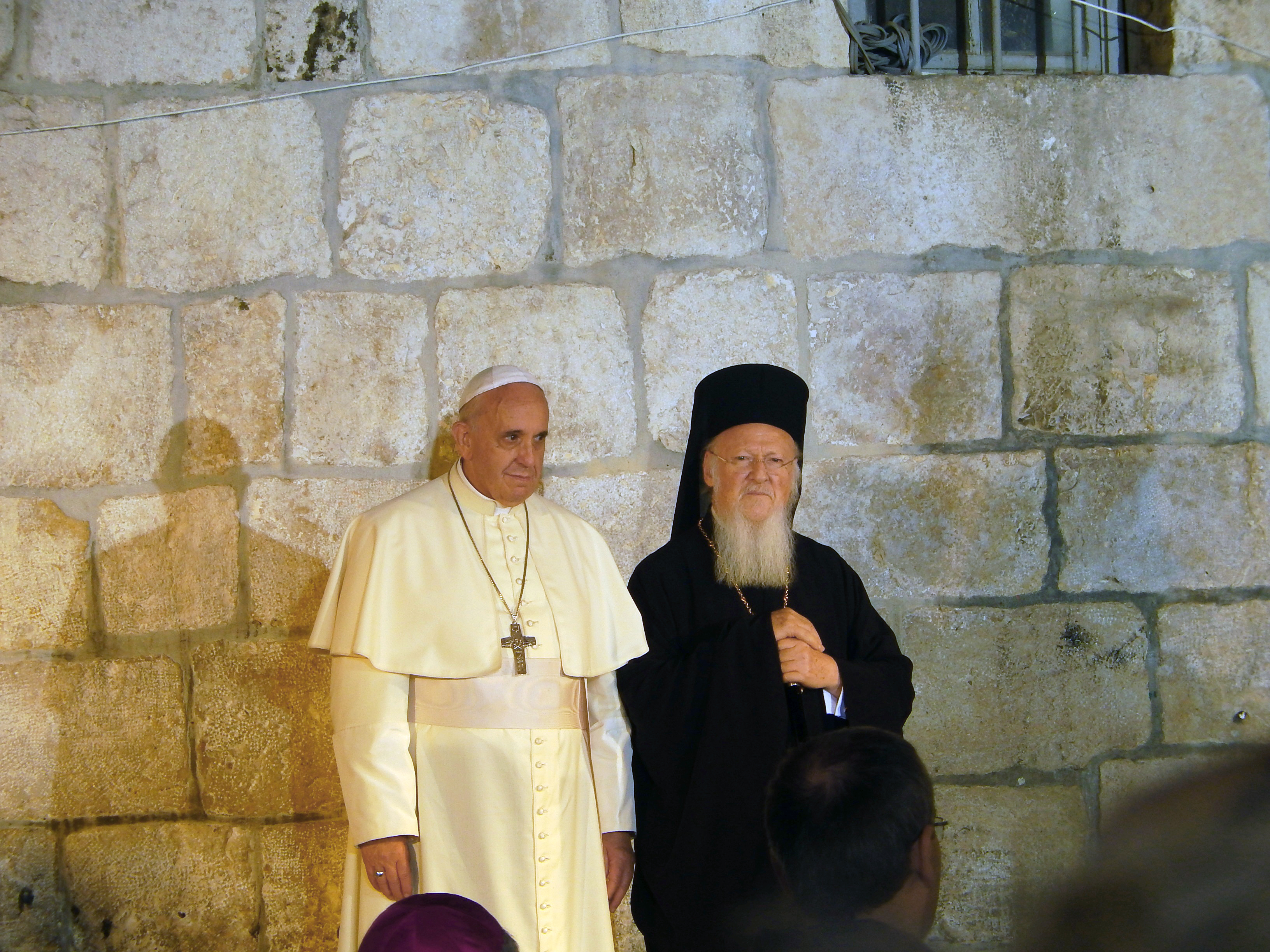
Papa Francisc și patriarhul Bartolomeu I al Constantinopolului

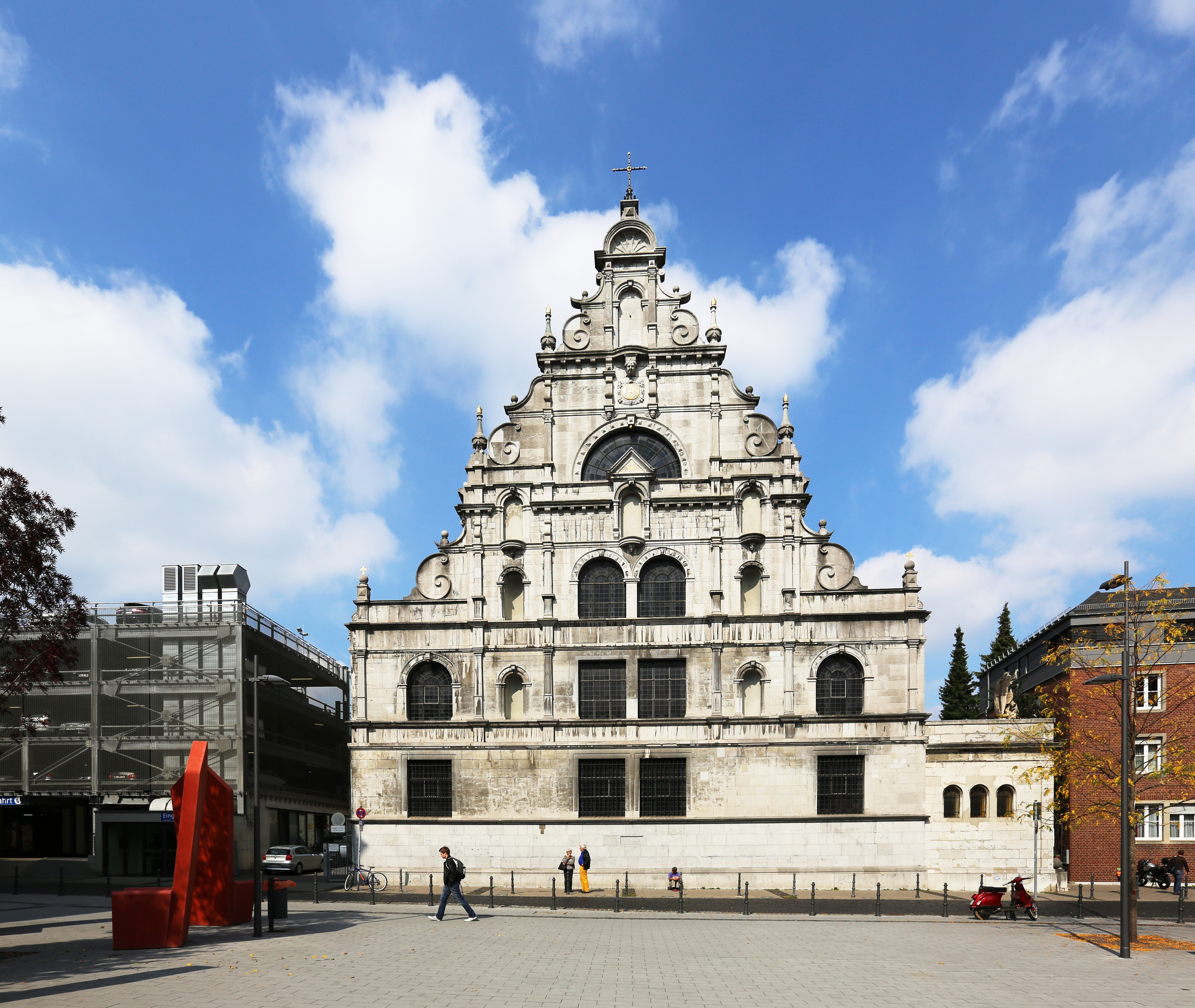
Biserica Sfântul Mihail și Sfântul Dumitru din Aachen

Catolicismul și ortodoxia răsăriteană au cunoscut conflicte și crize care au generat Marea Schismă din 1054. În mod permanent au fost întreprinse de ambele părți demersuri de a depăși schisma, adesea cu forța și împotriva voinței celeilalte părți.
Conciliul Vatican II (1962-1965) a deschis o nouă eră în relațiile dintre Biserica Latină și Ortodoxia Răsăriteană.
Deși creștinătatea este divizată între lumea occidentală și lumea răsăriteană, atât în est, cât și în vest creștinii declară că cred în „una, sfântă, catolică și apostolică Biserică” (crezul niceeano-constantinopolitan). 
Ruptura a fost resimțită ca dureroasă și deplânsă de ambele părți, ea contravenind evident cerinței lăsate de Isus din Nazaret ucenicilor săi „să fie una” (Evanghelia după Ioan 17,21). Durerea legată de trecut a impulsionat ambele părți, în special în ultimele decenii, să depună eforturi pentru restabilirea unității creștine prin eforturi de apropiere.